# Рослинність Полтавської області
Флора Полтавської області нараховує близько 2 тисяч видів різних систематичних груп рослин. Серед видів місцевої флори близько 1500 видів рослин з відділу покритонасінних, 3 види голонасінних, 16 видів папоротеподібних, 9 видів хвощів, 3 види плаунів, а також по 160 видів мохів і лишайників.
Понад 300 видів вищих рослин на Полтавщині мають обмежений ареал або зменшуються чисельно внаслідок зміни умов навколишнього середовища чи безпосереднього знищення їх місцезростань. 8 видів рослин, що трапляються на території області, занесені до Світового Червоного списку, 7 — до Червоного Європейського списку, 66 видів — до «Червоної книги» України; близько 170 видів взяті під охорону за рішенням Полтавської обласної ради (або є регіонально рідкісними і потребують охорони). До «Зеленої книги» України належать 19 типових і рідкісних рослинних угруповань. Найефективніший шлях збереження рідкісних рослин та угруповань з їх участю — створення об'єктів природно-заповідного фонду на територіях їх зростання.
Основними природними рослинними угрупованнями на території Полтавщини є ліси, луки і болота, степи, а також водна рослинність. Сучасний рослинний покрив області значно відрізняється від природного і є наслідком інтенсивної господарської діяльності: ліси на значних площах були вирубані, степи майже повсюди розорані. Цим обумовлені зміни видового складу та поширення рослин і тварин. Домінуючими стали угрупування агрокультурної рослинності та польових бур'янів, рудеральної рослинності, штучних деревних насаджень.
| Рослинні угруповання         | Занесені до «Червоної книги України» | Охороняються за рішенням Полтавської обласної ради |
| ---------------------------- | --- | --- |
| Широколистяні ліси — діброви | Зозулині черевички справжні, лілія лісова, гніздівка звичайна, любка дволиста, тюльпан дібровний, підсніжник білосніжний, цибуля ведмежа, лунарія оживаюча, рябчик руський, глід український, булатка великоквіткова | Плаун булавоподібний, ряст порожнистий, ряст Маршалла, зубниця бульбиста, дзвоники персиколисті, проліска дволиста, проліска сибірська, конвалія звичайна, осока кореневищна                              |
| Степи                        | Сон чорніючий, астрагали блідий і шерстистоквітковий, брандушка різнокольорова, крокус сітчастий, пирій ковилолистий, ковили волосиста, вузьколиста, Лессінга тощо                                                   | Горицвіт весняний і волзький, шавлія поникла, вишня степова, мигдаль степовий, півники карликові й угорські, ломиніс цілолистий, льон австрійський і багаторічний, ефедра двоколосна, кермек широколистий |
| Луки                         | Пальчатокорінник м'ясо-червоний і Пальчатокорінник Фукса, зозулинець шоломоносний, зозулині сльози яйцеподібні, рябчик малий                                                                                         | Косарики тонкі, родовик лікарський, валеріана висока, півники сибірські |
| Болотна рослинність          | Зозулинець болотний, коручка болотна, жировик Лезеля, лікоподієлла заплавна | Сфагнові мохи, росичка круглолиста, оман високий, гірчак зміїний, журавлина болотна, білозір болотний |
| Водна рослинність            | Сальвінія плаваюча, водяний горіх плаваючий, альдрованда пухирчаста | Латаття біле, пухирник малий і пухирник звичайний |

## Ліси

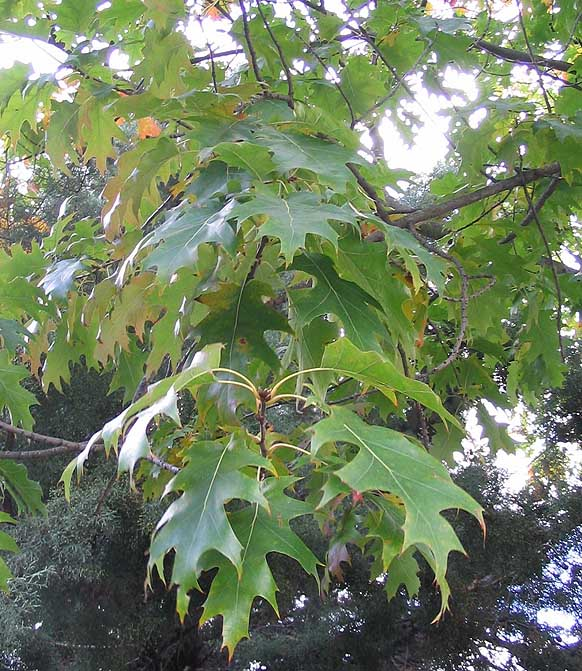
Дуб червоний

Полтавщина належить до малолісних і лісо-дефіцитних областей України. Лісистість її території разом з чагарниками і лісосмугами на початку XXI століття становить 9,55 % (274,6 тис. га). Середня лісистість України становить понад 15 %; світу — 29 %.
На території області основними типами лісів є широколистяні дубові (діброви) і хвойні соснові (бори).
У І тис. до н. е. ліси займали близько половини сучасної території Полтавської області. Широколистяні ліси-діброви простягалися смугами шириною 10-25 км уздовж переважно правих підвищених схилів долин найбільших річок краю, інколи вкриваючи майже всю східну частину вододільних плато. Особливо активно лісові масиви знищувалися упродовж XVI — XVII століть. Наприкінці XIX століття їх площа скоротилася у 4 — 5 разів (лісистість становила 4,5 %). Нині від дубових пралісів уціліли тільки окремі лісові масиви (наприклад, урочище Парасоцьке біля Диканьки).

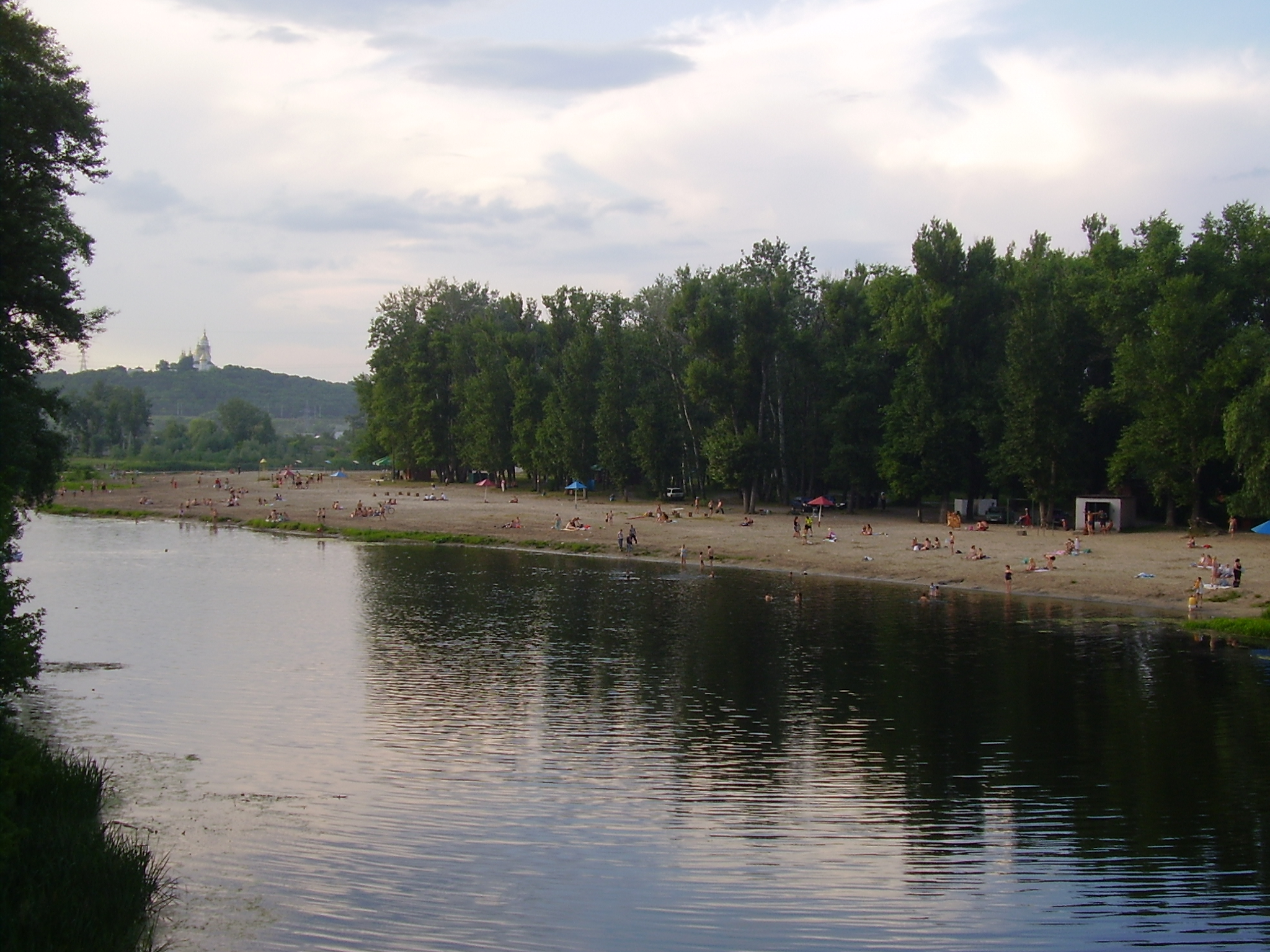
Ліси на берегах Ворскли у Полтаві

Діброви зростають на опідзолених ґрунтах, які підстилаються лісоподібними суглинками. Супутниками дуба звичайного у дібровах є липа серцелиста, клен гостролистий, ясен звичайний, рідше — граб звичайний (у західній частині області). Східна природна межа поширення граба проходить по правобережжю Ворскли. Кленово-липові, ясеневі, грабові діброви мають багатий видовий склад та складну структуру — деревний, чагарниковий і трав'янистий яруси. У цих лісах поширені також лишайники, мохи, гриби. Весною в дібровах розвиваються ефемероїди, які створюють в них тимчасовий покрив (проліски, рясти, анемони, пшінка, зубниці тощо).
Один гектар полтавської діброви у віці 100 років за вегетаційний період випаровує 1200 т води, регулюючи її баланс у природі, а також продукує 3 т кисню за рік і очищає 18 млн м3 повітря від вуглекислого газу та відфільтровує 32-68 т пилу і газів.
У прируслових частинах заплав зустрічаються ділянки чорнотополевих (осокорових), біловербових, а в притерасових западинах — заболочених чорновільхових лісів. Ділянки осикових лісів є повсюди на вологих місцезростаннях. На північному заході області зустрічаються ліси за участю берези повислої.
Бори і субори (сосново-дубові ліси) приурочені до перших надзаплавних або борових переважно піщаних терас лівобережжя великих і середніх річок. Серед них переважають штучні соснові насадження на пісках.
Ліс виконує водоохоронні, водорегулюючі, ландшафтноутворюючі, кліматорегулюючі, ґрунтозахисні, санітарно-гігієнічні, рекреаційні і культурно-естетично-виховні функції. Ліси та зелені зони навколо міст є важливими об'єктами рекреації.
Лісові ресурси області невеликі (за їх потенціалом область займає 15 місце в Україні). Запаси деревини на землях лісового фонду в середньому становлять 143 м3/га. Усі ліси віднесені до природоохоронних і рекреаційних. У них дозволяються лише рубки догляду, санітарні та вибіркові лісовідновлювальні роботи.

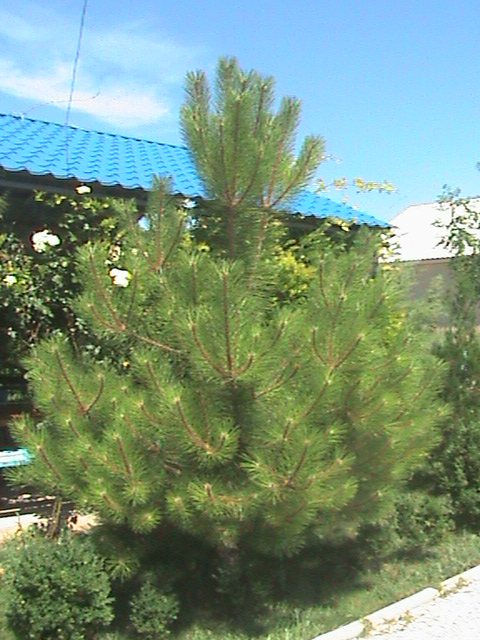
Сосна Палласа

Активні лісовідновні заходи розпочалися у другій половині ХХ ст. Значно вирубані у роки Другої світової війни і в період відбудови, ліси ще не відновили оптимальної вікової структури, тому в лісовому фонді області близько 90 % площ належить молоднякам та середньовіковим насадженням. Дещо змінився видовий склад лісів, у зв'язку з насадженнями інтродукованих видів дерев (сосен Палласа і Банкса — у штучних борах; дуба червоного — у листяних лісах).
Загальна площа лісів збільшилася від 168 тис. га у 1945 р. — до 278 тис. га у 2007 році (на 2/3), а запас деревини — майже у 2 рази. На землях області створено понад 40 тис. га захисних протиерозійних насаджень на ярах, балках, пісках і берегах водойм, а також більше 20 тис. га полезахисних смуг у полях. Закріплені Шишацька та Новосанжарська піщані арени, сформовано зелені зони навколо міст та промислових центрів області.
Захисні лісонасадження на пісках, ярах і крутосхилах, полезахисні лісосмуги в сівозмінах поглинають стік з прилеглих полів, захищають поверхню ґрунтів від водної і вітряної ерозії, зменшують швидкість вітру і цим знижують показники випаровування вологи, сприяючи підвищенню врожайності. Ліси відіграють важливу роль у створенні ресурсів чистої води.
Лісосмуги (придолинні, прибалочні, прияружні, придорожні, полезахисні) та інші штучні насадження складаються в основному із посадок дуба, білої акації, різних видів тополь, кленів тощо.
За розрахунками фахівців, лісистість Полтавщини мала б зрости від 9,6 % до 25-28 %. Потрібно продовжити лісонасадження на еродованих землях, розширювати зелені зони міст.
Чагарникові, зарості найчастіше є залишками лісів. Вони розташовуються, в основному на схилах балок і річкових долин. На схилах зустрічаються тернові зарості з домішкою кущів глодів, шипшини, жостеру проносного, іноді бруслини європейської, бузини чорної, клену татарського та польового, груші звичайної і навіть порослевої форми дуба. Майже завжди в них є залишки лісового наземного покриву з домішкою бур'янів.

## Степи

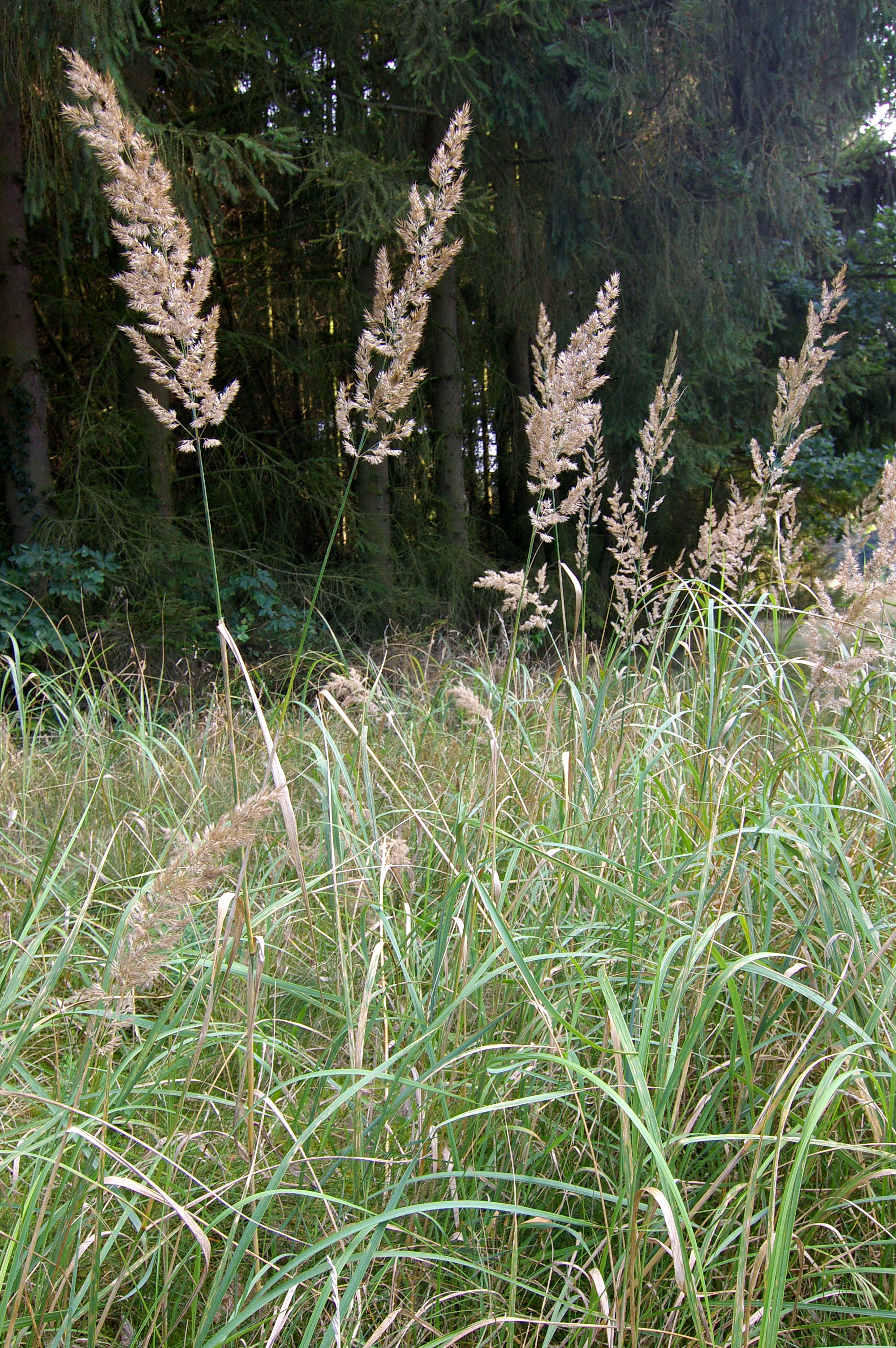
Куничник наземний

Степи ще у XVIII столітті були домінуючим типом рослинності на території сучасної Полтавщини. Найпоширенішими були лучні степи з переважанням кореневищних злаків та різнотрав'я, характерні для лісостепової зони. Лише на південному сході Полтавщини, в умовах більш посушливого клімату, сформувались справжні, різнотравно-типчаково-ковилові степи. Степова рослинність була пристосована до дефіциту зволоження і надмірного вмісту легкорозчинних солей у ґрунтах (переважно карбонатів, у південній частині області — сульфатів і хлоридів). Для неї був характерний великий щорічній приріст рослинної маси, розвинена дернина, степова повстина із відмерлих стебел і листя.
Від степів збереглись лише невеликі ділянки, в основному на прирічкових схилах і крутосхилах окремих балок. Значна частина таких степових ділянок є вторинними, післялісовими. Вони страждають від інтенсивного випасу домашніх тварин і випалів сухої рослинності.
Залишки лучно-степової рослинності місцями поєднуються з чагарниками (зіновать, дрік, вишня степова, терен степовий, глід, жостір проносний, шипшина). Найпоширенішими видами багаторічних злаків у лучних степах є костриця валіська (типчак), тонконіг бульбистий та вузьколистий, куничний наземний, житняк гребінчастий, рідше зустрічається ковила волосиста (тирса). Серед лучно-степового різнотрав'я переважають рослини з родин губоцвітих, бобових, розових, айстрових. Весною на степових схилах квітують ефемероїди, серед яких є рідкісні види (крокус сітчастий, брандушка різнокольорова, адоніс весняний, гіацинтик блідий, сон чорніючий тощо).

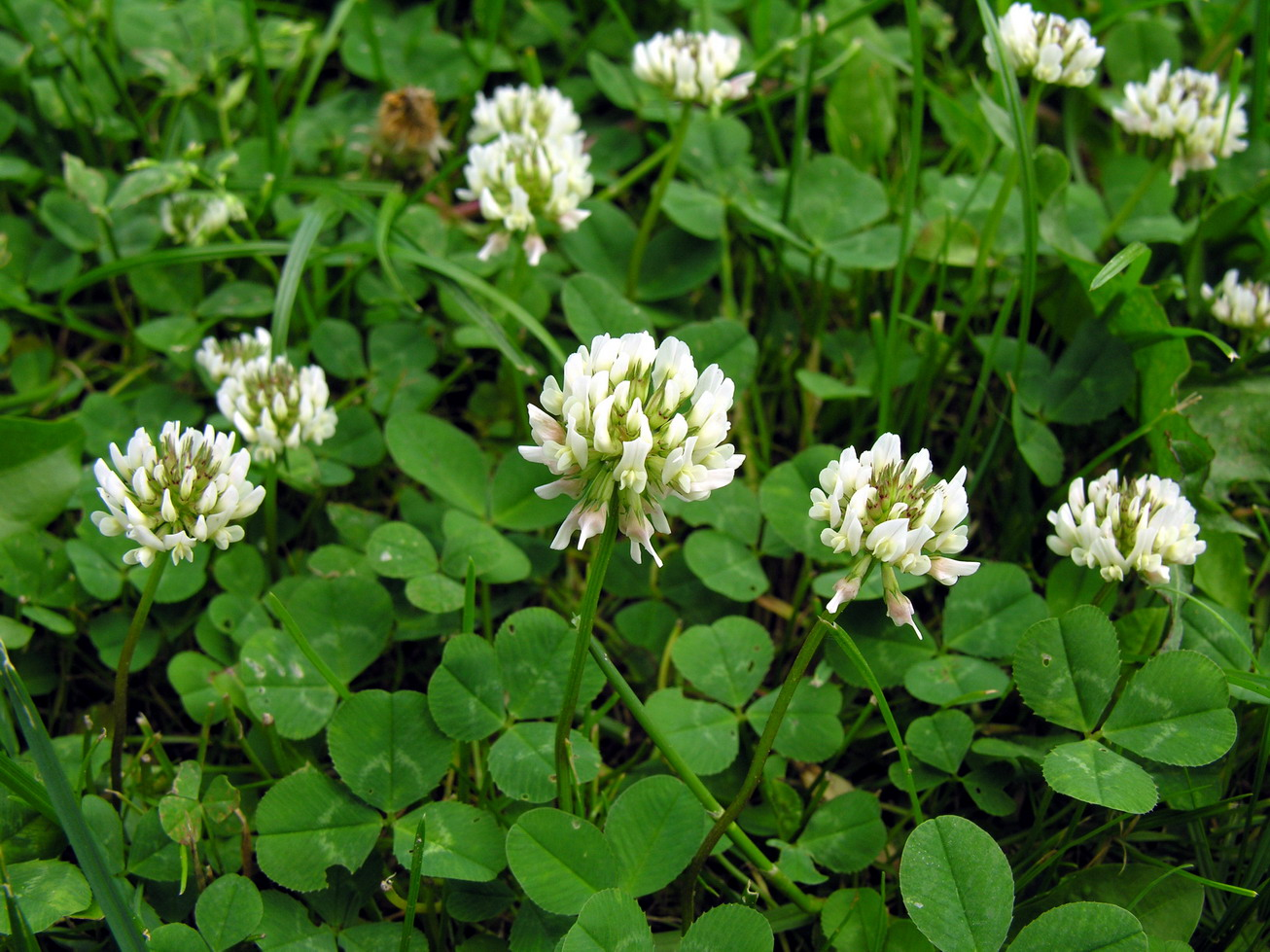
Конюшина повзуча

Серед сучасної природної рослинності області найбільші площі займає лучна рослинність. За місцем розташування розрізняють луки: заплавні (у долинах річок), суходільні (на схилах, де рослини живляться переважно водами атмосферних опадів), низинні (з близьким рівнем ґрунтових вод). У цілому, більше половини площі луків на Полтавщині зростають на засолених ґрунтах (ці луки називають галофітними).
Рослинність луків досить різноманітна і представлена багаторічними трав'янистими рослинами, більш вимогливими до ґрунтового зволоження ніж степові. Важливою біологічною особливістю багатьох лучних рослин є здатність, до відростання після скошування або поїдання тваринами. Луки — це цінні кормові угіддя, які інтенсивно використовуються як сіножаті або пасовища.
Для заплавних луків характерні конюшина біла й конюшина червона, люцерна, тонконіг вузьколистий, пирій повзучий, мітлиця біла, лисохвіст лучний, куничник наземний, келерія Делявіня; для болотистих лук — тонконіг болотний, бекманія звичайна, мітлиця собача і мітлиця повзуча, лепешняк водяний, очеретянка звичайна, осоки струнка, лисяча та інші; для суходільних луків — тонконіг лучний і тонконіг вузьколистий, вівсяниця лучна і червона, тонконіг бульбистий, осока рання тощо; для галофітних луків — покісниця розставлена, мітлиця біла, скорзонера дрібноквіткова, кермек, айстра солончакова, кульбаба солончакова.
Найбільші площі болотної рослинності приурочені до заплав річок, в основному їх притерасових частин. Майже всі вони належать низинного типу (живляться підземними водами). На Придніпровській терасовій низовині багато солонцюватих боліт. За характером рослинності болота Полтавщини в основному трав'янисті — високотравні (із переважанням очерету й рогозу) та осокові, рідше лісові (чорновільхові, вербові) й чагарникові (в основному з верби попелястої). Дуже рідко зустрічаються верхові сфагнові лісові болота (у північних і західних районах).

## Прибережно-водна і водна рослинність

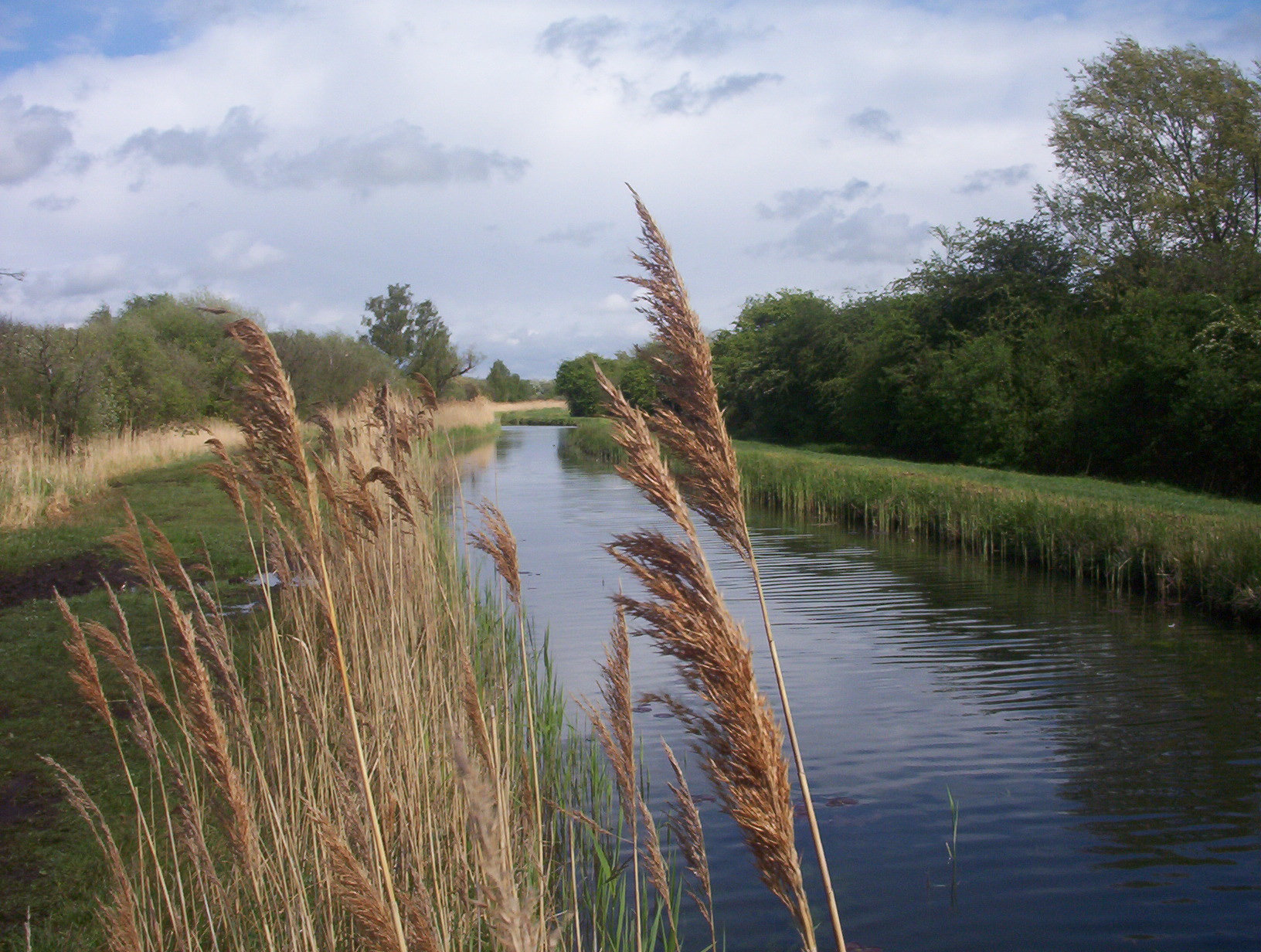
Очерет звичайний

Прибережно-водна і водна рослинність складається як із водоростей, так і з вищих водних рослин. У залежності від глибини, вони утворюють прибережно-водні (очерет, рогіз, лепешняк, стрілолист тощо) та водні угрупування. Останні включають екологічні групи:
1. рослини з плаваючим листям (прикріплені — латаття, глечики; вільно плаваючі — ряска, жабурник);
2. рослини, занурені у воду (прикріплені — рдести; вільно плаваючі — кушир, елодея);
3. придонні рослини (водяний різак).